# Melanthia infumata
Melanthia infumata är en fjärilsart som beskrevs av Hans Rebel 1910. Melanthia infumata ingår i släktet Melanthia och familjen mätare. Inga underarter finns listade i Catalogue of Life.